# Câmpia
Câmpia (serb. Луговет) – wieś w Rumunii, w okręgu Caraș-Severin, w gminie Socol. W 2011 roku liczyła 524 mieszkańców. 